# Io come persona
Io come persona è un album dal vivo del cantautore italiano Giorgio Gaber, pubblicato nel 1994.
È la registrazione dello spettacolo effettuata nel corso della stagione teatrale 1993/1994. Il disco non è più in commercio.

## Tracce
Testi di Gaber e Luporini, musiche di Gaber, eccetto ove indicato.
1. Qualcuno era...
2. Eppure sembra un uomo
3. Io e le cose
4. C'è un'aria
5. Il tempo quanto tempo
6. Destra-Sinistra
7. I cani sciolti
8. Io come persona
9. La strana famiglia (Alloisio, Colli, Gaber)

## Formazione
- Giorgio Gaber - voce
- Gianni Martini - chitarra
- Claudio De Mattei - basso
- Luigi Campoccia - pianoforte, tastiere
- Luca Ravagni - tastiere, flauto
- Enrico Spigno - batteria